# Vụ tấn công nhắm vào Quốc hội Kenya năm 2024
Ngày 25 tháng 6 năm 2024, hàng nghìn người biểu tình đã xông vào Tòa nhà Quốc hội Kenya ở Nairobi để phản đối việc thông qua Dự luật Tài chính Kenya 2024. Hành động này là một phần của các cuộc Biểu tình Dự luật Tài chính Kenya. Cuộc biểu tình leo thang khi người biểu tình đốt cháy một phần của tòa nhà. Mười chín người đã chết ở Nairobi trong các cuộc biểu tình khi cảnh sát đáp trả bằng cách bắn vào người biểu tình. Tổng thống William Ruto đã từ chối ký dự luật vào ngày hôm sau.

## Bối cảnh
Dự luật tài chính mới, được Quốc hội Kenya thông qua vào ngày 25 tháng 6 năm 2024, là nguyên nhân trực tiếp dẫn đến cuộc tấn công vào tòa nhà quốc hội. Dự luật này bao gồm việc tăng thuế đối với hàng hóa và dịch vụ lên 16% để tài trợ cho việc xây dựng và trang bị các bệnh viện chuyên khoa, cũng như tăng thuế nhập khẩu từ 2,5% lên 3%. Mặc dù một số đề xuất tăng thuế gây tranh cãi đã bị loại bỏ trước khi thông qua, dự luật vẫn gây ra làn sóng phản đối từ công chúng, dẫn đến các cuộc biểu tình leo thang thành bạo lực. Các nghị sĩ đối lập đã tẩy chay việc thông qua dự luật bằng cách rời khỏi phòng họp trong phiên họp quốc hội.

## Cuộc tấn công
Sau khi dự luật tài chính gây tranh cãi được thông qua, hàng nghìn người biểu tình đã tràn vào tòa nhà quốc hội. Lực lượng an ninh đã không thể kiểm soát đám đông, dẫn đến việc người biểu tình phá vỡ rào chắn, xông vào khuôn viên và gây ra thiệt hại về tài sản, bao gồm cả việc đốt phá một phần tòa nhà và phá hoại các phương tiện đậu bên ngoài. Cuộc tấn công vào quốc hội đã dẫn đến việc cây vương trượng ceremonial mace bị đánh cắp và các nghị sĩ có mặt trong tòa nhà đã phải sơ tán qua đường hầm để đảm bảo an toàn. Cảnh sát đã sử dụng vũ lực để giải tán đám đông, bao gồm cả việc nổ súng vào người biểu tình. Trong thời gian này, NetBlocks đã ghi nhận sự cố gián đoạn internet trên diện rộng ở Kenya.

### Các sự cố khác
Tình trạng bất ổn đã lan rộng ra nhiều khu vực khác nhau của Kenya sau cuộc tấn công vào quốc hội. Văn phòng của thống đốc Nairobi City County đã bị đốt cháy, và người biểu tình đã cố gắng xông vào Nhà nước ở Nakuru. Các cuộc biểu tình và bạo loạn cũng được ghi nhận ở Mombasa, Eldoret, Kisumu và Nyeri, với các báo cáo về đốt phá và cướp bóc.

## Thương vong
Theo Ủy ban Quốc gia về Nhân quyền Kenya, 19 người đã thiệt mạng trong các cuộc biểu tình ở Nairobi và hơn 160 người được điều trị vì bị thương. Tổ chức Ân xá Quốc tế báo cáo có khoảng hơn 200 người bị thương. Nhà hoạt động Auma Obama bị thương do hơi cay trong khi biểu tình tại Tòa nhà Quốc hội.

## Hậu quả

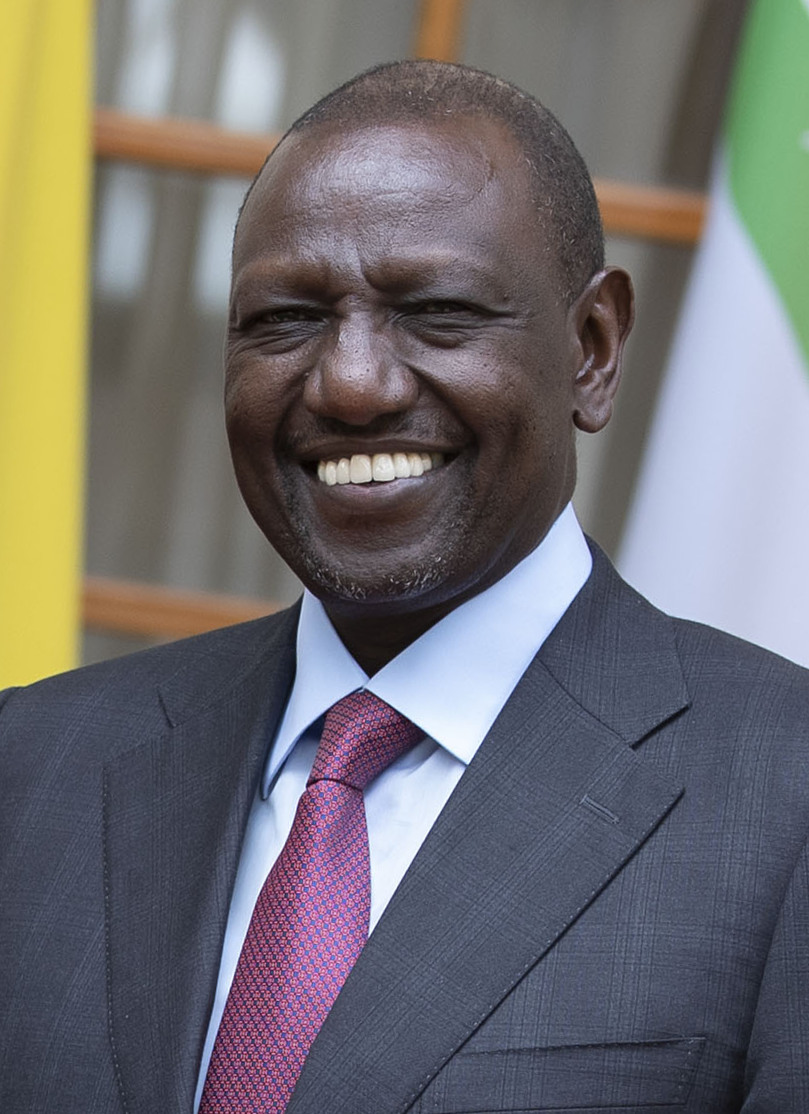
Tổng thống William Ruto từ chối ký dự luật tài chính gây tranh cãi một ngày sau cuộc tấn công.

Cuộc tấn công vào tòa nhà này là cuộc tấn công trực tiếp nhất vào Chính phủ Kenya trong nhiều thập kỷ. Trong bài phát biểu trước quốc gia sau cuộc tấn công, Tổng thống William Ruto mô tả vụ việc là "phản quốc" và cho rằng các cuộc biểu tình đã bị "chiếm đoạt bởi những người nguy hiểm". Ông cũng cam kết sẽ phản ứng mạnh mẽ chống lại "bạo lực và vô trật tự." Lực lượng Phòng vệ Kenya sau đó được triển khai để giúp khôi phục trật tự. Trong quá trình giải tán một cơ sở y tế dã chiến hỗ trợ người biểu tình bị thương, lực lượng an ninh đã dùng biện pháp mạnh như hơi cay và đạn cao su, dẫn đến nhiều trường hợp bị thương. Hơn 700 viên đạn hơi cay đã được cảnh sát sử dụng để giải tán đám đông biểu tình trong chiến dịch kéo dài suốt đêm tại Githurai, ngoại ô Nairobi.
Ngày 26 tháng 6, các nhà hoạt động kêu gọi biểu tình ôn hòa vào ngày hôm sau để phản đối dự luật tài chính và tưởng niệm những người thiệt mạng trong các cuộc biểu tình trước đó. Cùng ngày, Tổng thống Ruto tuyên bố rút lại dự luật này.

## Phản ứng

### Trong nước
Lãnh đạo phe đối lập Raila Odinga đã lên tiếng phản đối việc sử dụng vũ lực đối với người biểu tình và yêu cầu chính phủ rút lại dự luật tài chính. Cựu Tổng thống Uhuru Kenyatta kêu gọi đối thoại, nhấn mạnh rằng quyền lực của các nhà lãnh đạo xuất phát từ người dân. Bà Faith Odhiambo, Chủ tịch Hiệp hội Luật sư Kenya, khẳng định mọi cá nhân liên quan đến tình trạng bạo lực hiện tại đều phải chịu trách nhiệm trước pháp luật. Đồng thời, Ủy ban Nhân quyền Kenya và một nhóm giám mục Công giáo kêu gọi Tổng thống Ruto lập tức ngăn chặn các vụ giết người và lắng nghe những yêu cầu chính đáng của người biểu tình.

### Quốc tế
Chủ tịch Ủy ban Liên minh châu Phi Moussa Faki kêu gọi "hòa bình, an ninh và ổn định" ở Kenya. Các nhà ngoại giao từ Hoa Kỳ và 12 quốc gia phương Tây khác bày tỏ sự sốc trước bạo lực tại quốc hội, trong khi Tổng Thư ký Liên Hợp Quốc António Guterres cũng bày tỏ lo ngại. Tổ chức Ân xá Quốc tế báo cáo tình trạng đàn áp biểu tình của cảnh sát đang diễn biến theo chiều hướng tiêu cực. Tổ chức kêu gọi chính phủ thực hiện các biện pháp nhằm bảo vệ quyền hội họp ôn hòa.